# إرث الجد والإخوة
الجد والإخوة في فقه المواريث موضوع متعلق بإرث الجد والإخوة لأبوين أو لأب. فتارة يشتركون في الإرث بالتعصيب
مع الجد وتارة يرث معهم بالفرض يأخذ الأحظ أي النصيب الأكثر من بين الأنصبة التي يرثها حسب كل حالة. ويعد ميراث الجد مع الإخوة في جهة عصوبة واحدة عند الجمهور خلافا لقول عند أبي حنيفة[ ؟ ] بأن الجد يحجب الإخوة.

## ميراث الجد والإخوة
ميراث الجد والإخوة في علم الفرائض ضمن قسم المعاملات في الفقه الإسلامي يختص بأحوال إرث الجد أبي الأب مع الإخوة لغير أم
سواء لأبوين أو لأب. باعتبار أن الجدودة والأخوة جهة واحدة من جهات العصوبة والجد محجوب بالأب إجماعا ويرث عند عدم الأب، وله أحوال في الإث بمفرده أو مع الإخوة، كما أن للإخوة أحوال إما مع وجود الجد أو عدم وجوده.

### أحوال إرث الجد إذا لم يوجد معه إخوة
إذا لم يوجد مع الجد إخوة، فله أحوال:
1. الإرث بالتعصيب باعتبار أن الجد عاصب بالنفس، فيأخذ جميع المال إذا انفرد أو الباقي بعد أصحاب الفروض فإذا لم يبق من المال شيء فرض له السدس.
2. الإرث بالفرض مثل: ابن وجد؛ المسألة من ستة للجد السدس واحد من ستة، وللإبن الباقي تعصيباً.
3. الجمع بين الفرض والتعصيب. مثل: بنتان وجد؛ مسألتهم من ستة الثلثان للبنتين أربعة من ستة، وللجد السدس واحد من ستة فرضاً والباقي واحد من ستة يأخذه الجد تعصيبا، وبذلك يجمع بين الفرض والتعصيب.

### أحوال الإخوة إذا لم يوجد معهم الجد
الإخوة لأبوين أو لأب من العصبات يرثون بالتعصيب ويعصبون أخواتهم في جهة الأخوة.

### أحوال الجد مع الإخوة
للجد مع الإخوة والأخوات لأبوين أو لأب أحوال، إما مع أصحاب الفروض أو مع عدم وجود صاحب فرض حالتان يأخذ الجد الأحظ من المقاسمة أو الثلث أو السدس.

## أقول العلماء في إرث الجد والإخوة
| قال العلامة الشنشوري في كتاب (الفوائد الشنشورية/شرح منظومة (الرحبية) في باب الجد والإخوة ما نصه:《واعلم أن الجد والإخوة لم يرد فيهم شيء من الكتاب ولا من السنة وإنما ثبت حكمهم باجتهاد الصحابة رضي الله عنهم، فمذهب الإمام أبي بكر الصديق وابن عباس رضي الله عنهما وجماعة من الصحابة والتابعين رضي الله عنهم ومن تبعهم كأبي حنيفة[ ؟ ] والمزني وابن شريح وابن اللبان وغيرهم؛ أن الجد كالأب فيحجب الإخوة مطلقاً، وهذا هو المفتى به عند الحنفية. ومذهب الإمام علي بن أبي طالب رضي الله عنه، وزيد بن ثابت رضي الله عنه، وابن مسعود رضي الله عنه؛ أنهم يرثون معه على تفصيل وخلاف ذكرته في شرح الترتيب مع ذكر الأدلة والأجوبة لكل من الفريقين. ومذهب الإمام زيد ابن ثابت رضي الله عنه؛ هو مذهب الأئمة الثلاثة مالك[ ؟ ] والشافعي وأحمد بن حنبل رضي الله عنهم ، ووافقهم محمد وأبو يوسف والجمهور رحمهم الله تعالى. |
| —عبدالله بن بهاء الدين محمد بن عبدالله بن علي العجمي الشنشوري. |

## ميراث الجد مع الإخوة عند عدم وجود صاحب فرض
للجد مع الإخوة حالتان باعتبار وجود صاحب الفرض وعدمه
- عند عدم وجود صاحب فرض فيأخذ الجد الأحظ من ثلث المال أو المقاسمة، فالإخوة إما مثليه أو أقل أو أكثر ثلاثة أحوال، ومثليه اثنان من الذكور أو أربع من الإناث.

والمقصود بالذكر: الأخ الشقيق أولأب، والأنثى: الأخت الشقيقة أو لأب.
1- المقاسمة؛ في خمس صور، ضابطها أن يكون الإخوة أقل من مثليه. وهي:
1. جد وأخ شقيق أو لأب، المسألة من 2 للجد 1 وللأخ 1
2. جد وأخت شقيقة أو لأب، المسألة من 3 للجد 2 وللأخت 1
3. جد وأخ وأخت، المسألة من 5 للجد 2 وللأخ 2 وللأخت 1
4. جد وأختان المسألة من أربعة للجد اثنان وللأختين اثنان بينهما مناصفة.
5. جد وثلاث أخوات، المسألة من 5 للجد 2 و للأخوات 3

رمز ذ= ذكر أ= أنثى ق= أخ شقيق قة= أخت شقيقة.
| ذكر  | 2   | أنثى  | 3   | ذ+أ     | 5     | 2أ     | 4   | 3أ     | 5   |
| ---- | --- | ----- | --- | ------- | ----- | ------ | --- | ------ | --- |
| ق جد | 1 1 | قه جد | 1 2 | ق قه جد | 2 1 2 | 2قه جد | 2 2 | 3قه جد | 3 2 |

2- ثلث المال؛ في صور غير محصورة ضابطها أن يكون الإخوة أكثر من مثليه. مثل: جد وأخوان وأخت؛ للجد الثلث، والباقي يقسم بين الأخوبن والأخت.
3- استواء الامرين؛ المقاسمة وثلث المال، وهو في ثلاث صور، ضابطها أن يكون الإخوة مثليه.
| مسألة | 3   | مسألة    | 3   | مسألة  | 3   |
| ----- | --- | -------- | --- | ------ | --- |
| جد 2ق | 1 2 | جد ق 2قة | 1 1 | جد 4قه | 1 2 |

## الجد والإخوة مع صاحب الفرض
إذا كان مع الجد والإخوة صاحب الفرض فللجد الأحظ من ثلث الباقي أو المقاسمة أو السدس. فلو خلف المورث جدة وجدا وخمسة إخوة؛ فمسألتهم من ستة للجدة السدس 1 من 6 والباقي خمسة تقسم ثلاثة أسهم للجد سهم، للإخوة سهمان، فالأحظ للجد في هذه الصورة هو ثلث الباقي.
قال في منظومة الرحبية:
فهذه ثلاثة أحوال وتتفرع إلى سبعة أحوال هي:
| 1. المقاسمة؛ مثل: زوج وجد وأخ. 2. ثلث الباقي؛ مثل: أم وجد وخمسة إخوة. 3. السدس؛ مثل: زوج وأم وجد وأخوين. 4. استواء ثلث الباقي والمقاسمة؛ مثل: أم وجد وأخوين. 5. استواء السدس والمقاسمة؛ مثل: زوج وجدة وجد وأخ. 6. استواء السدس وثلث الباقي؛ مثل: زوج وجد وثلاثة إخوة. 7. استواء السدس والمقاسمة وثلث الباقي؛ مثل: زوج وجد وأخوين |

### أمثلة
| مثال | حل | تصح |
| ---- | -- | --- |
|      | 2  | 4   |
| ج    | 1  | 2   |
| جد   |    | 1   |
| أخ   |    | 1   |

| مثال | حل | تصح |
| ---- | -- | --- |
|      | 6  | 36  |
| م    | 1  | 6   |
| جد   |    | 10  |
| 5أخ  |    | 20  |

| مثال | حل | تصح |
| ---- | -- | --- |
|      | 6  | 12  |
| ج    | 3  | 6   |
| أم   | 1  | 2   |
| جد   | 1  | 2   |
| 2أخ  | 1  | 2   |

| مثال | حل | تصح |
| ---- | -- | --- |
|      | 6  | 18  |
| أم   | 1  | 3   |
| جد   |    | 5   |
| أخ   |    | 5   |
| أخ   |    | 5   |

| مثال | حل |
| ---- | -- |
|      | 6  |
| ج    | 3  |
| جدة  | 1  |
| جد   | 1  |
| أخ   | 1  |

| مثال | حل | تصح |
| ---- | -- | --- |
|      | 6  | 18  |
| ج    | 3  | 9   |
| جد   | 1  | 3   |
| 3أخ  | 2  | 6   |

| مثال | حل |
| ---- | -- |
|      | 6  |
| زوج  | 3  |
| جد   | 1  |
| أخ   | 1  |
| أخ   | 1  |

## اقرأ أيضا
- علم الفرائض
- الإرث في الإسلام
- فروض الإرث
- العصبات
- جهات العصوبة
- إرث الجدات
- التعصيب
- جهات العصوبة
- الحجب
- المشتركة
- حساب الفرائض